# Delia Domingo-Albert

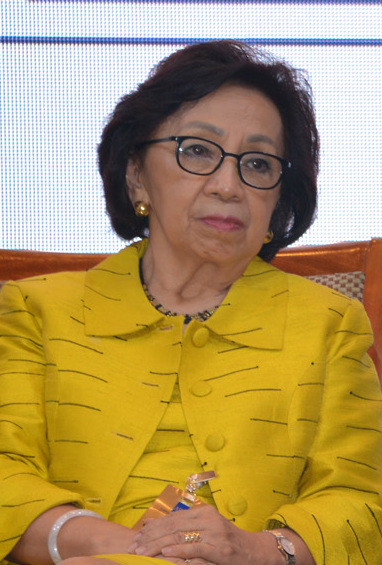
Delia Domingo-Albert, 2017

Delia Domingo-Albert (* 11. August 1942 in Baguio City) ist eine philippinische Diplomatin, ehemalige Außenministerin und war von Dezember 2005 bis September 2010 Botschafterin der Republik der Philippinen in der Bundesrepublik Deutschland.

## Biografie

### Eintritt in den Diplomatischen Dienst
Frau Domingo absolvierte zunächst ein Studium der auswärtigen Beziehungen an der Universität der Philippinen, das sie mit einem Bachelor of Science (B.Sc.) in Foreign Service abschloss. Später folgten im Laufe ihrer diplomatischen Tätigkeit weitere fachbezogene Studien am Institut des Hautes Études in Genf, am Diplomatischen Institut in Salzburg, am Institut für Politische Wissenschaften und strategische Studien in Kiel, am Public Administration Institute in London sowie an der Kennedy School of Government der Harvard University.
Nach dem Abschluss des Studiums an der Universität der Philippinen trat sie 1967 als Assistentin in das Außenministerium ein. Zwischen 1969 und 1973 war sie Attachée an den Vertretungen ihres Landes bei den Vereinten Nationen (UN) sowie bei anderen internationalen Organisationen in Genf, Wien und New York City.
1973 absolvierte sie die Prüfung des Außenministeriums für höhere Leitungsfunktionen und wurde in der Folgezeit, 1975, zunächst Erste Sekretärin und Generalkonsulin an der Botschaft in Rumänien, die zugleich als philippinische Vertretung für die DDR und Ungarn akkreditiert war. Nach dieser Tätigkeit übernahm sie das Amt der Direktorin der Abteilung für Sonderrechte und Immunitäten im Außenministerium, ehe sie zwischen 1984 und 1990 Stellvertretende Botschafterin in der Bundesrepublik Deutschland in Bonn wurde. Als solche war sie auch maßgeblich an der Vorbereitung des Staatsbesuches von Präsidentin Corazon Aquino in Deutschland im Juli 1989 beteiligt.
1990 kehrte sie nach Manila zurück und wurde bis 1994 Generaldirektorin des ASEAN-Sekretariats im Außenministerium. Während dieser Zeit, 192, verlieh ihr die deutsche Regierung wegen ihrer Verdienste um die deutsch-philippinischen Beziehungen sowie der Beziehungen zwischen der Europäischen Union und den ASEAN-Staaten das Bundesverdienstkreuz mit Stern.
1996 erfolgte ihre Ernennung zur Botschafterin in Australien. Als solche war sie bis 2002 zugleich auch als Botschafterin für die Staaten Nauru, Tuvalu und Vanuatu akkreditiert. Nach dem Ende dieser Tätigkeit war sie zunächst als hochrangige Mitarbeiterin bei der APEC tätig, einer Internationalen Organisation, die es sich zum Ziel gesetzt hat, im pazifischen Raum eine Freihandelszone einzurichten.

### Außenministerin und Botschafterin in Deutschland
Noch im gleichen Jahr, 2002, wurde Domingo-Albert zur Staatssekretärin im Außenministerium berufen und war zuständig für Internationale Wirtschaftsbeziehungen. Nach dem Tod von Außenminister Blas Ople am 14. Dezember 2003 wurde sie am 20. Dezember 2003 für sie überraschend von Präsidentin Gloria Macapagal Arroyo zu dessen Nachfolgerin als Außenministerin ernannt. Sie war damit nicht nur die siebte Frau im Kabinett von Präsidentin Arroyo, sondern zugleich auch die erste Außenministerin der Philippen. Während ihrer Amtszeit war sie im Juli 2004 auch Vorsitzende des UN-Sicherheitsrates. Am 18. August 2004 löste Alberto Romulo, der bisherige Exekutivsekretär, Domingo-Alkbert als Außenministerin ab. Anschließend wurde sie Beraterin der Präsidentin und war zugleich Sonderbevollmächtigte für das Bergbauwesen.
Im Dezember 2005 folgte schließlich ihre Akkreditierung als außerordentliche und bevollmächtigte Botschafterin der Republik der Philippinen in der Bundesrepublik Deutschland. Ihre Amtszeit endete am 30. September 2010. Nachfolgerin wurde Maria Cleofe Rayos Natividad.

## Privates
Frau Domingo-Albert ist mit dem deutschen Journalisten Hans Albert verheiratet und hat eine Tochter.

## Auszeichnungen
- Bundesverdienstkreuz mit Stern, 1992 – Bundesrepublik Deutschland
- Doktortitel für Geisteswissenschaft, honoris causa, 2003 – Philippine Women’s University
- Order of Sikatuna, Rang des Datus, 2004 – Philippinen
- Outstanding Woman in Public Service, 2005 – Nationalrat der Frauen auf den Philippinen
- Royal Title „Bai-a-Rawatun sa Pilimpinas“, 2005 vom Königshaus Lanao, Mindanao, Philippinen